# 広島学院中学校・高等学校
広島学院中学校・高等学校（ひろしまがくいんちゅうがっこう・こうとうがっこう）は、広島県広島市西区に所在し、中高一貫教育を提供する私立男子中学校・高等学校。
高等学校において、生徒を募集しない完全中高一貫校。
カトリック修道会のイエズス会を設立母体としている。

## 概要
イエズス会が日本国内で3番目の中学・高校として1956年（昭和31年）に設立した。「原爆で壊滅した広島を教育の力で励ましたい」との想いもあったという。広島市内には他にも私立男子中高一貫校があるが、その中で唯一のミッションスクールとされる。ただし、初代校長のフーベルト・シュワイツェルは学院はいわゆるミッションスクールではなく、これは、宗派的な意味でのキリスト教を表面に押し出すことはしないようにしていないためであると話している。しかし、同氏は、当校の教育はキリスト教精神の根底をおいたものであるとしている。
イエズス会が設立・母体の日本各地の学校（神戸の六甲学院、鎌倉の栄光学園、上智福岡）とは「他人のために尽くす人間」という1つの教育の理想を共有している。これに関して、フーベルト・シュワイツェルはよく生徒に「よきリーダーたれ」と話した。この「よきリーダー」とは、人に仕えられるのではなく、仕えるものを指し、これは、人間が他人に奉仕することによってのみ、幸福になれるといった考えに基づいている。
かつては「清友寮」という寮があり、全国から生徒を募集していた時期もあったが、入学条件は「中・四国地方在住」、「広島県または山口県内在住」と段階的に狭められた。1988年に閉鎖後、取り壊されている。これは、無差別な全国的に優秀な生徒の受け皿でなく、地域に根ざし、一人一人を大切にした ("Cura Personalis")、全員で向上する雰囲気作りを大切にしているためである。習熟度別授業は導入せず、チームワークを活かして、体育祭、文化祭、クラブ活動などに力を入れる。
学校の立地場所は、旧広島藩の別邸「翠江園」が置かれていた景勝地で（#立地も参照）、翠江園は校歌にも歌われているほか、他校のPTAに相当する組織「翠江会」、OB会「翠友会」の名はこれに由来する。校舎からは旧広島西飛行場を含め、ほぼ旧広島市内全域を眺めることができる。
2015年（平成27年）に60周年を迎え、1200人が収容できる講堂と隣接して180人収容できる聖堂が連なった「アルペ講堂」が完成した。
2016年4月、イエズス会教育の実現と深化を目的に、広島学院と３つの姉妹校（栄光学園、六甲学院、泰星学園）が、学校法人上智学院と合併した。合併後、各学校法人は解散したが、各校は上智大学の附属校にはならず名称もそのままに独立経営が維持されている。
2025年（令和7年）に、70周年を記念して、新校舎の建設を発表した。
この間、卒業生は9000名を数える（2014年現在）。

## 教育方針
イエズス会の教育理念
- Puerilis Institutio est Renovatio Mundi（羅：若者の教育は世界の変革である）
イエズス会士 Juan Bonifacio による言葉[11]。イエズス会の教育に対する信念を表すものとして引用される。

広島学院の目指す人間像
- Be men for Others, with others.（他者のために、他者とともに生きる人間）
イエズス会設立の姉妹校とも共通している。新約聖書の「地の塩」、「世の光」[12]という言葉を引用して説明されることがある。

## 象徴

### 校章
広島市の市章をモチーフにし、学院の學の字をあしらったデザインである。
2010年度より、右襟に学年を表すローマ数字、左襟に広島学院の校章の徽章を付けることとなった。学年を表す徽章は、高校生は金色、中学生は銀色である。
2009年度までは襟章として、右襟に中学校は「中」、高等学校は「高」の文字を付け、中学校の「中」は旧制広島県立第一中学校（現：広島県立広島国泰寺高等学校）で使われていたものと同じものを使っていた。

### 制服
夏服は、2011年度に新夏服が制定され、胸にイエズス会の紋章の入った白い半袖シャツとなった。半袖と長袖の2種類が採用されたため、春または秋に合服として着用する生徒も多い。2009年度までは胸に校章の入っている灰色の半袖カッターシャツであった。
冬制服は、初代校長フーベルト・シュワイツェルの定めた旧海軍士官の第一種軍装を模して作った紺サージ、詰襟、ホック止めの制服である。旧海軍士官の第一種軍装は俗に言う蛇腹（七子織黒毛線）で縁取されているが、学院の制服は蛇腹ではなくモール（縞織黒毛線、前述の海軍軍装で階級章の袖章として使われているもの）で縁取されていること、左右のサイドベンツがない点が違っている。
2010年度より冬季は上着の上に指定のコートを着用できることとなった。
原則として6月と10月が衣替えとなっているため、5月末までと10月初め以降の長袖夏服着用は許可されていない。
制靴として、黒の革靴が指定されている。学校指定の鞄を使用する。
かつては、制帽があり、通学鞄の使用が禁止され、風呂敷に荷物一式を包んでこなければならなかった。制帽と制鞄はほぼ同時期には廃止され、現在では制帽を被ってくる生徒はいない。本校の中央玄関を入ってすぐ右側（かつて会計室があった場所で、現在は校長室前となっている）に、かつての風呂敷と制帽が本校の伝統を伝える資料として展示されている。また、風呂敷は入学式に入学した生徒に配られる。

### 校歌
校歌は作詞が石賀昇で、作曲が安部孝明。作詞を担当した石賀は、校歌制定当時の職員である。本人は、歌詞に登場する第2連の「波の光れば」と「み空に輝く学院の旗」という歌詞について広島県出身の歌人の中村憲吉の歌集などを参考にしたと語っている。また、「四つの宝を胸にあたため」という歌詞は中国の古典の発想を取り入れているという。
また、校歌以外にも学校に関する歌がいくつかある。
- 『学院讃歌』作：森重洋・田中正・近野徹
- 『花咲く友情』作詞：桜田文雄 作曲：近野徹
- 『希望に燃ゆる』作詞：鼠屋政敏 作曲：近野徹
- 『学院山岳会の歌』作詞：学院山岳会 作曲：近野徹
- 『清友の夜』作詞：鈴木宣明 作曲：近野徹
- 『学院のキャンプ』原曲：アメリカ民謡（スイカの名産地）作詞：川島正敏 編曲：中野靖子
- 『一日の終わり』原曲：フランス民謡
- 『広島学院創立十周年記念の歌「我等の夢は」』作詞：内藤恵 作曲：近野徹

## 学生生活

### 立地

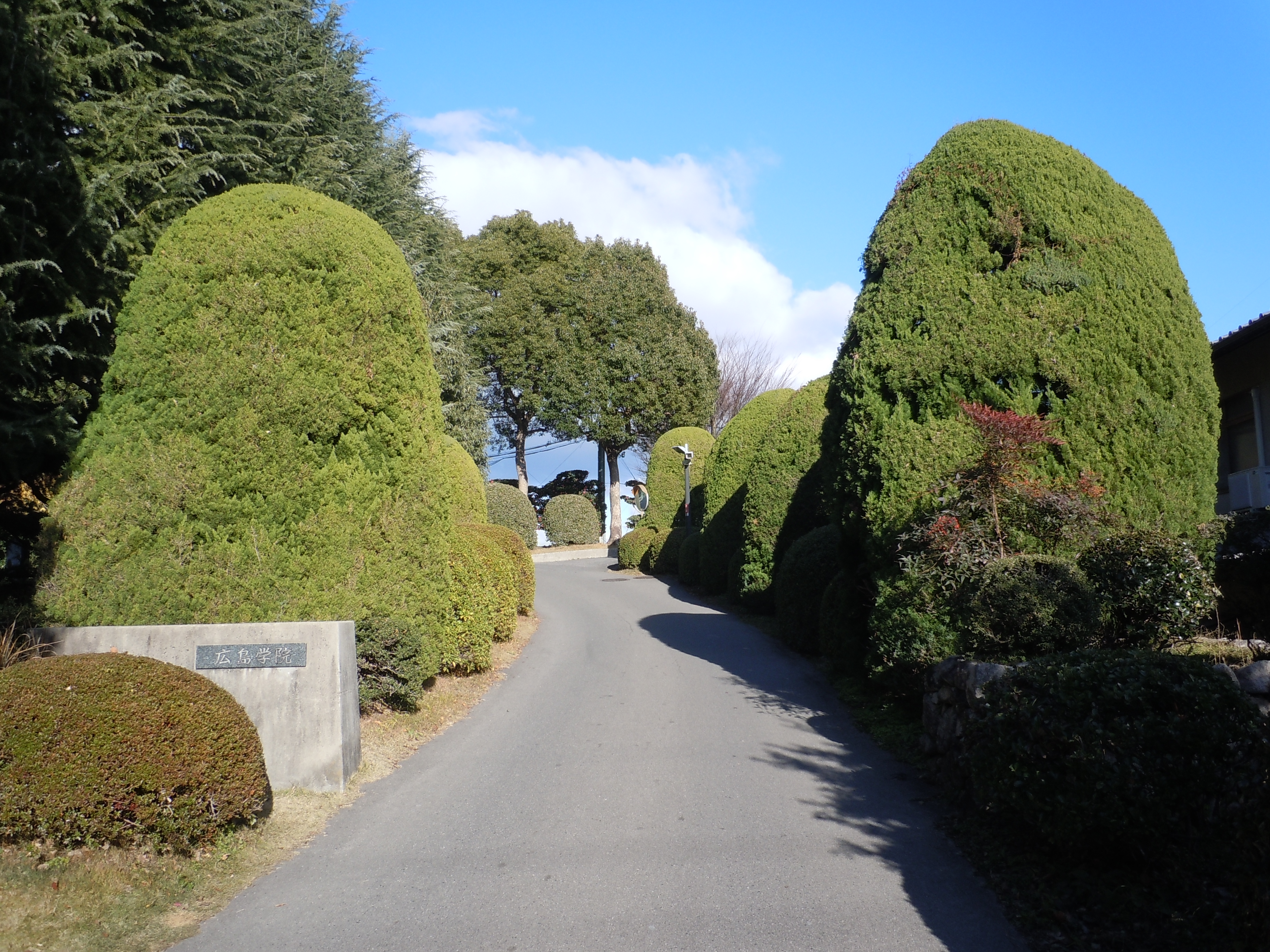
旧正門

広島学院校舎はかなりの高所にあり、斜度6度から14度の峻険な坂を上り下りしなければならない。広島電鉄宮島線古江駅または高須駅から歩く場合、西広島バイパスを通るバスの利用者のほぼ2倍の距離の坂を上り下りしなければならない。西広島駅から歩くと、およそ30分掛かる。
校地は旧広島藩の別邸「翠江園」を引き継いだものである。かつては付近にビワ畑や墓地もあったという。この、翠江園の名残として学校の裏山にはかつて、庭園の滝が流れていた跡と思われる岩などが残っていた。また、学校に隣接している福蔵寺に伝わる縁起によれば翠江園以前は、元来同寺の領内だったとされるほか、神功皇后が三韓征伐の際に通過した地であるという伝承もある。
広島県全域と、山口県東部（周防地域）、岡山県西部（備中地域）から通学している。なお、通学は自宅からのみ、自転車での通学は最寄り駅までのみ許可されている。

### 課業
1クラス45人前後の1学年4クラス（A, B, C, D組）編成。
始業時刻の8時30分から、10分間のホームルームが行われる。ただし、月曜日は全校朝礼で、校長の話を聞く。木曜日は中高別朝礼で、クラブの表彰や、週番（教員）の話を聞く。
授業は1限目が8時40分から始まる。50分授業で、基本的に毎日6限目まで行われるが、月曜日は隔週で7限目に50分間のLHR（ロングホームルーム）が行われ、土曜日は隔週で4校時まで授業が行われる。
食堂や給食はなく、昼食は、家から持参した弁当を教室で担任と一緒に食べる。
放課後は、生徒で掃除を行う。新型コロナウイルス感染症流行以降、トイレ掃除は清掃業者に依頼していたが、コロナウイルスが5類に変更されて以降は従来通り生徒がトイレ掃除を行っている。
下校時刻は、クラブ活動のある生徒や自習する生徒は18時までに下校、それ以外の生徒は17時完全下校である。
2020年9月より、高校生は20時まで専用自習室が利用可能となった。

### 中間体操
2020年度から、新型コロナウイルス感染症流行の影響により、中間体操は実施されていなかったが、2023年度5月ごろより再開している。
雨天時などを除き、2時間目と3時間目の間の15分休憩に、中間体操が行われる。生徒、教師全員がシャツ1枚または上半身裸でグラウンドに走り込み、各クラス整列して行進や駆け足行進（冬季のみ）の後、音楽に合わせて一斉に「中間体操」という体操を行う。この体操は市販の体操用音楽に合わせて付属のプログラムを基に当時の体育担当教官が作成したもので、内容は男子校生徒に相応しいものに改良されている。今では行進や駆け足行進は行われておらず、上半身も校内着着用のまま駆け足で所定の場所に向かう方式となっている。
学期末試験の1週間前と試験期間は行われない。中間試験1週間前も行われないことがあるが、行うか否かの明確な規定はない。
なお、日本国内のイエズス会設立の他の中学・高校でも中間体操は行われているが、上智福岡は服着用、六甲学院は上半身裸でグラウンドを走る、栄光学園は上半身裸でラジオ体操第2、と各校で内容が異なっている。
広島学院では、中間体操は元来避難訓練を兼ねて行われてきたが、近年はそれとは別に避難訓練が行われることもある。

### 服装
校内では、基本的には制服を着用せず、校内着に着替えていたが、2020年度1学期途中からは校内着の着用は新型コロナウイルス対策による熱中症防止の観点から任意となった。また、同年度2学期途中からは防寒対策として校内での上着や部活中のネックウォーマーの着用が許可された。また2021年度冬には高2生徒の働きかけによってそれ以前は許可されていなかったマフラー、ネックウォーマーの登下校中の着用が許可された。以下は2019年度以前の記載である。
登校時にゴム製のスリッパに履き替え、トレパンと呼ばれる白色の作業用ズボンに履き替える。また、上着も脱ぎ、基本的に冬は緑がかった紺色の長袖ポロシャツ（指定の灰色のセーター、ベストとの着用も可能。ただし、カーディガンは不可）、夏は指定の緑がかった紺色の半袖ポロシャツまたはTシャツに着替える。
2010年度までは、校内着として冬は白色のYシャツ（黒色、紺色のセーター、ベストとの着用も可能。ただし、カーディガンは不可）、夏は白のTシャツが採用されていた。
以前の校内履は現在でいう便所スリッパでも使用されるタイプのものであったが、保護者らから現代的な物に改めるべきとの意見もあり、災害時の避難の遅れも指摘されたためクロックスタイプのスリッパに変更されている。

## 活動

### 部活動
部活動は学業優先のため、週2回、18時までに制限されている。また、練習試合も月1回と定められている。ただし長期休み中はこの限りではない。なお、「ブラスバンド部」は「運動部」のカテゴリーに含まれている。
中学では運動部に入部が必修であったが、2023年度より文化部を含むどの部活でもよくなった。
登山部はしばしば全国大会で優勝しており、2007年、2008年と2年連続、2022年もインターハイで優勝している。また、ESS も高円宮杯全日本中学校英語弁論大会において複数回上位入賞を果たしている。これにより、広島学院中は高円宮杯への選出回数が国内で最多であるとして表彰された。他にも、化学部、将棋部など、全国の大会で優勝、入賞している部が多々ある。また将棋部は在学時にプロ棋士糸谷哲郎を輩出した。

#### 部活一覧
以下は運動部
- 剣道部
- 硬式テニス部
- サッカー部
- 柔道部
- 水泳部
- 卓球部
- 登山部（旧名：山岳部）
- 軟式野球部
- バスケットボール部
- バレーボール部
- ブランスバンド部
- 陸上競技部

以下は文化部
- 新聞部
- ESS
- 囲碁部
- 演劇部（旧：演劇同盟[23]）
- 化学部
- 茶道部
- 社会研究部
- 将棋部
- 書道部
- 生物部
- 天文部（旧：天文同好会[23]）
- 美術部
- 物理部
- 文芸部
- 写真部

以下はその他の部活に準ずるもの
- 無線同好会
- カトリック研究会
- GSS（ジャグレンジャー）
- 図書委員会
- 美化委員会
- 放送委員会[24]
- ディベート同好会

かつて存在した部活など
- 体操部
- サイクリング同好会[25]

### ボランティア
カトリック研究会を中心とした高校1年生の有志は、毎年年末年始に、イエズス会姉妹校の六甲学院中学・高校、栄光学園中学・高校、上智福岡中学・高校との4校と合同で、あいりん地区での越冬支援活動に参加する。

### その他の活動
2008年度の全国高等学校パソコンコンクール（パソコン甲子園）のプログラミング部門で全国優勝した。
2013年度の国際生物学オリンピックで、高3生が金メダルを受賞した。

## 校内
- 本館[29]
- 西館
- 理科棟
- ペドロ・アルペ記念講堂（2015年竣工）（#概要参照）
- ザビエル体育館
  - 1988年竣工。竹中工務店（東京ドームなど）により施工。
  - 学校の守護聖人であるフランシスコ・ザビエルの名から取られた。通称：ザビ体である。
  - 1989年（平成元年）度の広島市優秀建築物賞を受賞している。
- 小体育館
  - 竣工前はモンキーセンターと呼ばれる中学1年生専用の遊び場だった。
  - 竣工後、体育館の下部分が自転車置き場として使用されたことがあった[30]。
- 中体育館
- 上グラウンド
  - 1961年竣工。
- 下グラウンド
- サブグラウンド（上上グラウンド）
- プール
  - 1987年竣工。採暖室（サウナ）もある[31]。
- テニスコート
- 木工室（ロサド工房）[32]
- 教材植物園
  - 学校の裏山にある。学校の裏山は3期生の生物部員が中心となって遊歩道をつくり、その後樹木を植えるなど手を加えてこの植物園が造られた[16]。

## その他
- 中学入試の倍率は例年2～3倍前後である[33]。高校入試は行われていない。
- 2006年度から2008年度の入試では、合格者の内入学辞退者が増加し、補欠合格が導入されていた。
- 校内誌「ふろしき」のタイトルは、かつて風呂敷登校であったことに由来する。
- フィリピンのイエズス会姉妹校であるアテネオ・デ・ナガ大学付属高校、アテネオ・デ・マニラ大学付属高校と、国際交流として交換留学を行っている。
- 姉妹校であるエリザベト音楽大学から、毎年教育実習生の受け入れを行っている。
- 2020年度より各生徒に学習支援としてiPadが配布された。ただしiPad以外の電子機器の持ち込みは原則禁止となっている。
- 主要科目以外では書道・美術・音楽・技術があり、書道は中2、技術は中3までとなっている。また、中3は終期に書道・美術・音楽から科目を選択して高1から高2までの2年間受講する。
- PTAに相当する保護者会を「翠江会」、同窓会を「翠友会」、学院卒の医師会を「翠仁会」、学院卒業生の保護者の会を「翠明会」などと学校の関連組織は翠江園に由来する「翠」の字がつくものが多い。そのほかにも、学院卒のマツダ社員の「翠洋会」や広島県庁職員の「翠翔会」、会社の社長となった卒業生の「翠経会」、中央官町で働く者の「霞翠会」などが組織されている[34]。
- 2024年11月、新校舎の建設計画が発表された。

## 交通アクセス
- 西広島駅・新井口駅から広電バス古江バス停またはボン・バス（高須台・共立ハイツ方面）学院東門前バス停。
- 古江駅、高須駅から徒歩約15分。

## 沿革
- 1954年（昭和29年）2月 - 学校建設下準備のため、シュワイツェル、ヒューズ、ハンドの3師来広[35]。
- 1955年（昭和30年）5月13日 - 中学校校舎建設の第一期工事の定礎式が行われる[36]。
- 1956年（昭和31年）
  - 2月8日 - 広島学院中学校設置認可。同月、中学校校舎完成[37]。この頃、フーベルト・シュワイツェルが初代校長に就任[35]。
  - 3月3日 - 第1回入学試験の一次試験が行われる。志願者は504名。二次試験は3月8日に行われた[37]。
  - 4月7日 - 第1回広島学院中学校入学式が行われる。広島学院中学校が開校[37]。
  - 10月6日 - 第1回運動会が開催される。生徒はソフトボール大会をし、保護者は懇談会をした[37]。
- 1957年（昭和32年）12月3日 - 現校舎中央部（職員室等）、理科教室、修道院完成。同日、校歌の披露会が行われる[38]。
- 1958年（昭和33年）
  - 5月24日 - 高校校舎の建設が始まる[38]。
  - 10月 - 高校校舎竣工[38]。
  - 11月1日 - 広島学院高等学校設置認可[38]。
- 1959年（昭和34年）4月 - 広島学院高等学校開校。編入生15名を加えた121名が入学[39]。
- 1961年（昭和36年）7月1日 - 上グラウンドが竣工。竣工式では岩国海兵隊の軍楽隊がパレードをした[40]。
- 1962年（昭和37年）
  - 3月8日 - 第1回高校卒業式。1期生、111名が卒業[41]。
  - 4月2日 - 広島学院同窓会（翠友会）発足。会誌『麒麟』を発行[41]。
  - 6月21日 - 体育館兼講堂竣工[41]。
  - 12月8日 - 南木久治が2代校長に就任[35]。
- 1963年（昭和38年）
  - 2月10日 - 校誌『清流』の創刊号を発行[42]。
  - 11月13日 - 全国私学教育研究会の数学部会が開催される[42]。
- 1966年（昭和41年）4月1日 - 大野正恒が3代校長に就任[35]。
- 1968年（昭和43年）
  - 4月12日 - 生徒代表者会議が発足[43]。
  - 9月7日 - プール改修を記念して、校内水泳大会を開催[43]。
- 1969年（昭和44年）10月1日 - 頭髪自由化[44]。
- 1970年（昭和45年）
  - 4月6日 - 「訓育部」を「生徒指導部」に改称[44]。
  - 4月11日 - 高3生徒20名が、学友の処分に抗議して校内に座り込み[44]。
  - 7月20日 - 成績評価方法を100点評価から10段階評価へ変更[44]。
  - 7月23日 - 『学院だより』の1号を発行[44]。
- 1971年（昭和46年）11月1日 - 図書だより『無無・・』を創刊[45]。
- 1972年（昭和47年）
  - 4月1日 - ロバート・ラッシュが4代校長に就任[33]。
  - 10月1日 - 体育祭後夜祭の焚火を山火事と誤解し、消防車が来る[46]。
- 1973年（昭和48年）
  - 2月1日 - 校内（通称：モンキーセンター跡）に自転車置き場開設[46]。
  - 5月8日 - 清友寮の「けんか大会」に誤報でパトカーが来る[46]。
- 1976年（昭和51年）
  - 4月1日 - 曽根忠明が5代校長に就任。
  - 5月1日 - 創立20周年記念式典が挙行される[47]。
- 1978年（昭和53年）9月4日 - 『生徒会広報』が創刊[48]。
- 1979年（昭和54年）10月22日 - 下グラウンドにクラブハウスが完成する[48]。
- 1982年（昭和57年）2月 - 新校舎（西館）・小体育館竣工
- 1984年（昭和59年）3月7日 - 校長より特別朝礼で風呂敷を自由とし、高校生は制帽も自由とすることが発表される[49]。
- 1985年（昭和60年）4月1日 - ロバート・ラッシュが6代校長に就任。
- 1986年（昭和61年）6月30日 - 下グラウンドの改修工事が始まる。同年7月30日に終了[50]。
- 1987年（昭和62年）
  - 6月10日 - 新プール起工式。体育館建設開始[50]。
  - 9月12日 - 新プール竣工式[50]。
  - 9月30日 - 各学年に洋式トイレを新設[50]。
  - 10月20日 - 新体育館、起工式。旧プールや旧美術室消滅[50]。
- 1988年（昭和63年）
  - 1月31日 - 清友寮、閉鎖。22年間の歴史に幕[5]。
  - 9月3日 - 新体育館竣工。ザビエル体育館と命名される[5]。
- 1995年（平成7年）
  - 4月 - 松本紘一が7代校長に就任[35]。
  - 9月 - 理科棟竣工[35]。
- 1997年（平成9年）5月17日 - 校庭でフジテレビの番組『平成教育委員会』の収録が行われる[51]。
- 1998年（平成10年）9月1日 - 校内のごみは分別し、外部で処理することになる。焼却炉閉鎖[51]。
- 1999年（平成11年）
  - 4月1日 - 苣木勝が8代校長に就任[35]。
  - 4月17日 - 東門が完成。テニスコート2面完成[52]。
- 2003年（平成15年）4月 - 李聖一が9代校長に就任[35]。
- 2005年（平成17年）12月3日 - 創立50周年記念式典挙行[35]。

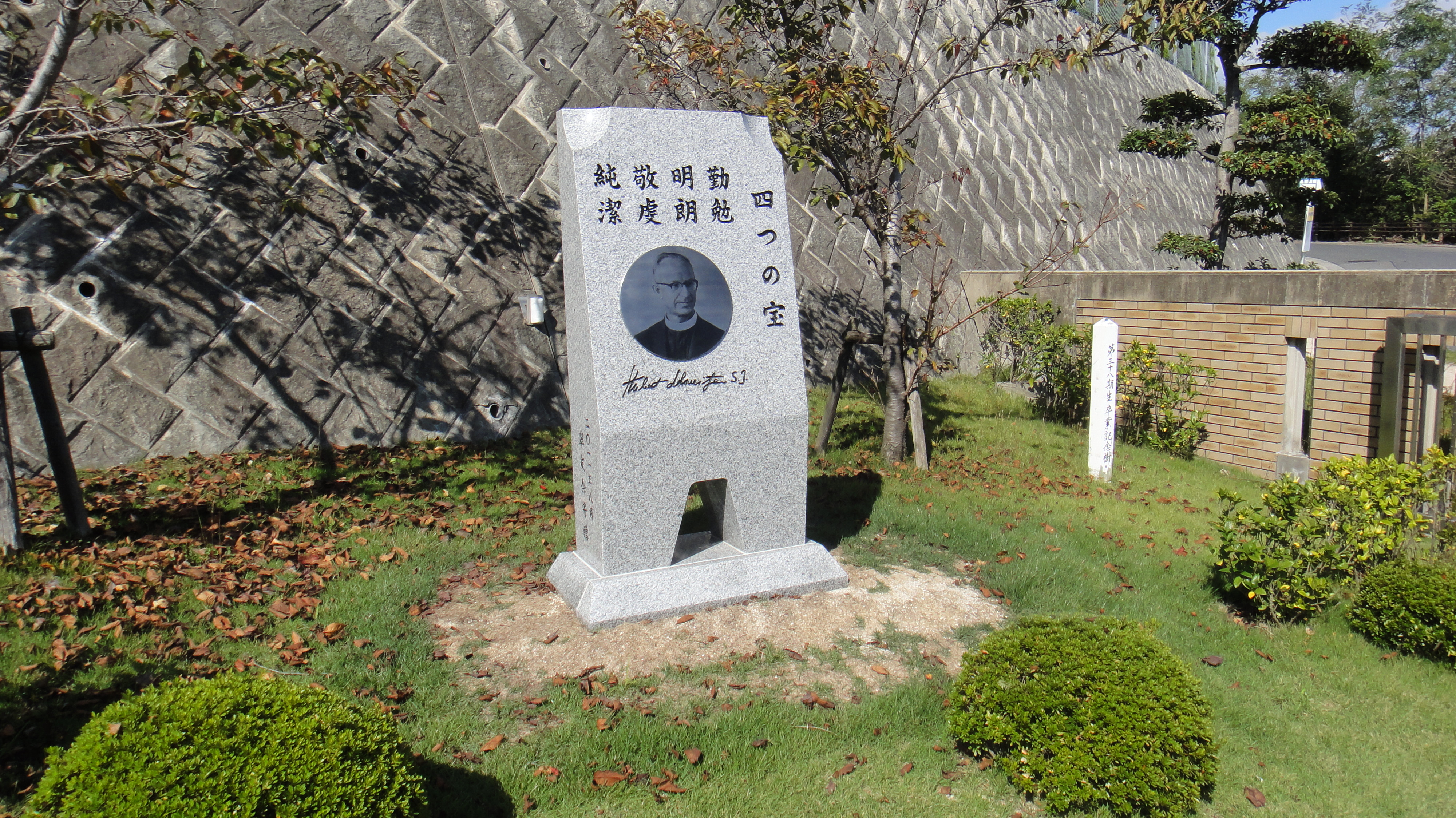
翠友会50周年を記念して東門に建立された碑

- 2009年（平成21年）9月 - 上グラウンド芝生化[35]
- 2010年（平成22年）4月 - 前廣等が10代校長に就任[35]。
- 2012年（平成24年） - ホームページ開設。その後、2020年12月にリニューアル[53]。
- 2013年（平成25年）4月 - 三好彰が11代校長に就任[35]。
- 2015年（平成27年）9月5日 - ペドロ・アルペ記念講堂竣工式、アシジの聖フランシスコ聖堂献堂式挙行[54]。
- 2016年（平成28年）4月 - 学校法人上智学院と合併[8]。
- 2022年（令和4年）4月 - 中間哲也が12代校長に就任[35]。

## 関係校
上智学院設置校
- 上智大学（東京都千代田区）
- 上智大学短期大学部（神奈川県秦野市）
- 六甲学院中学校・高等学校（兵庫県神戸市灘区）
- 栄光学園中学校・高等学校（神奈川県鎌倉市）
- 上智福岡中学校・高等学校（福岡県福岡市中央区）

イエズス会系列校
- エリザベト音楽大学（広島県広島市中区）

## 著名な出身者
- 山内孝 - 2期生 元マツダ社長
- 川越厚 - 5期生 医師、医学博士（東京大学）
- 平口洋 - 6期生 衆議院議員
- 藤野公孝 - 6期生 前参議院議員、藤野真紀子（料理研究家、元衆議院議員）の夫
- 金本良嗣 - 7期生 経済学者、東京大学名誉教授
- 滝本豊水 - 7期生 元大蔵省大臣官房審議官、弁護士
- 城田安紀夫 - 7期生 特命全権大使・ノルウェー兼アイスランド駐箚
- 阿曽沼慎司 - 8期生 厚生労働事務次官、京都大学理事
- 中岡成文 - 8期生 大阪大学文学部教授（倫理学・臨床哲学）
- 川本隆史 - 9期生 東京大学名誉教授、国際基督教大学教授（倫理学）
- 原辰次 - 9期生 東京工業大学・東京大学名誉教授（制御工学）、計測自動制御学会会長
- 平岩正樹 - 11期生 外科医（がん治療）
- 栗村智 - 11期生 ニッポン放送アナウンサー
- 松田敏明 - 12期生 元国土交通省政策統括官、元消費者庁次長
- 宗永健作 - 14期生 元横浜税関長、財務総合政策研究所上席客員研究員
- 稲賀繁美 - 14期生 国際日本文化研究センター・総合研究大学院大学名誉教授
- 藤村博之 - 14期生 法政大学大学院イノベーション・マネジメント研究科教授
- 青山圭秀 - 16期生 作家
- 四元康祐 - 17期生 詩人
- 中前隆博 - 18期生 外務省中南米局長、サンパウロ総領事
- 梅森徹 - 18期生 勤労者退職金共済機構理事長、全国地方銀行協会常務理事、日本銀行名古屋支店長
- 風見しんご - 20期生 タレント
- 河井克行 - 20期生 元衆議院議員、元法務大臣
- 佐藤匠徳 - 20期生 奈良先端科学技術大学院大学バイオサイエンス研究科教授、米国コーネル大学教授（兼任）
- 佐藤俊樹 - 20期生 社会学者、東京大学大学院総合文化研究科教授
- 西本照真 - 20期生 仏教学者、武蔵野大学学長
- 前田一浩 - 20期生 消防庁長官、総務省自治財政局長
- 中川丈久 - 21期生 行政法学者、神戸大学大学院法学研究科教授
- 山上範芳 - 21期生 気象庁次長、国土交通省国際統括官
- 土井裕泰 - 22期生 ドラマ演出家
- 高田雅博 - 22期生 映像作家
- 深澤献 - 24期生 週刊ダイヤモンド、ダイヤモンドオンライン編集長
- 三保浩一郎 - 25期生 歯科医師、筋萎縮性側索硬化症 (ALS) 患者
- 森元良幸 - 25期生 警察庁長官官房長、警視庁副総監、広島県警察本部長
- 松浦清 - 26期生 プレミアアンチエイジング社長
- 都丸尚史 - 27期生 元講談社『モーニング』副編集長
- 波田健一 - 27期生 気象予報士、気象キャスター
- 今枝仁 - 28期生（高校中退）弁護士、政治家
- 清水浩司 - 29期生 フリーライター
- 森本真治 - 31期生 参議院議員・広島県選挙区選出
- 小松一也 - 32期生 作曲家、編曲家
- 桜井一宏 - 34期生 旭酒造社長、蔵元
- 月見草平 - 35期生 ライトノベル作家
- 森橋ビンゴ - 36期生 作家、ゲーム脚本家
- 長原幸太 - 38期生（高校は東京芸大附属高校）音楽家（バイオリン奏者）
- タカタ先生 - 40期生 芸人、数学教員
- 糸谷哲郎 - 46期生 棋士（八段）・第27期竜王